# 루기아
| 번호: 249 | 타입: 에스퍼 / 비행 | 진화하지 않음 |

《루기아》(ルギア 루기아[*], 영어: Lugia)는 포켓몬스터 시리즈에 등장하는 가공의 몬스터이다.

## 특징
성도지방에서의 전설의 포켓몬, 전체적으로 은백색에 일부 검은 깃털을 지닌 거대한 하르키온(그리스신화의 폭풍을 다루는 성조(聖鳥))의 형상을 한 전설의 포켓몬. 모티브는 수장룡 중 특히 플레시오사우루스와 조류의 융합형. 칠색조와 대립을 이루는 전설의 포켓몬이며 바다의 신이라 불린다. 그런데 이후에 가이오가의 등장으로 바다의 신보다는 폭풍의 신, 또는 해일의 신으로 봐야한다. 거친 바다를 진정시키거나, 날개를 가볍개 홰친 것만으로 민가를 날려버릴 정도의 강대한 힘을 가지고 있다. 너무나도 강한 힘 때문에, 인간과 다른 포켓몬과의 공존이 어려워, 깊은 해저에서 적막하게 살고 있다고 한다. 루기아가 날개를 치면 40일 동안 폭풍우가 계속된다고 전해진다. 전신이 흰 깃털로 덮여 있지만, 게임중에서는 은빛의 날개를 가졌다는 서술이 많다. 물타입 기술을 많이 배움에도 불구하고, 타입은 에스퍼 타입이다. 제작진에 따르면 강하다는 이미지를 넣기 위해서라고 한다.(당시엔 에스퍼 타입이 강했다.)

## 게임에서의 루기아
《포켓몬스터 금·은》에서 전설의 포켓몬으로서 게임 첫등장. 영화에서 먼저 등장한 뒤 게임에 등장한 포켓몬이다. 은 버전의 표지를 장식하고 있기도 하다. 또한 극장판에서 처음 나왔고, 그래서 닌텐도 스페이스 월드에서 소개한 2세대 포켓몬스터 버전에서는 칠색조만 표지를 장식하고 있다.지금은 소용돌이 섬에 서식하고 있어서 어느 버전이든 '소용돌이 섬'의 최심부에서 한마리만 등장한다. 금/은/크리스탈 버전 마다 포획 방법이 다른데, 은 버전에서는 라디오 국장이 은빛날개를 주며 바다회오리 기술머신 획득 후 바로 소용돌이 섬으로 가면 지하 4층에서 레벨 40의 루기아를 만날수 있다. 그 때의 레벨은 금 버전이 70, 크리스탈 버전에서는 60으로 각각 다르다. 폭풍우가 치는 밤에 모습이 목격되었다는 기록도 있다. 다른 능력치에 비해 방어와 특방이 높다. 고유기술인 「에어로블래스트」를 배울 수 있다.
《포켓몬스터 루비·사파이어》에서 《포켓몬스터Pt 기라티나》까지는 특별한 수단을 쓰지 않으면 입수할 수 없는 「환상의 포켓몬」취급을 받았었다. 《포켓몬스터 파이어 레드·리프 그린》와 《포켓몬스터 에메랄드》에서 배포 데이터인 「신비의 티켓」을 사용하면 「배꼽바위」에서 레벨 70의 루기아를 포획 할 수 있다.
《포켓몬 XD 어둠의 선풍 다크 루기아》에서는 다크 루기아로 등장하여, 본래의 루기아와는 달리 재앙을 부르는 모습을 보인다. 시나리오중에 탈환하여, 어느 조건을 채우면 본래의 모습을 되찾을 수 있다. 이 루기아는 「깃털댄스」와 테오키스의 전용기술인 「사이코부스트」를 배우고 있다.
《포켓몬스터DP 디아루가·펄기아》에서는 새롭게 「신통력」, 「혼내기」, 「불새」를 레벨업으로 배울 수 있다.
《대난투 스매시브라더스 DX》, 《대난투 스매시브라더스 X》에서는 몬스터 볼에서 등장하는 포켓몬 중 하나로, 출현율이 낮은 전설의 포켓몬 중 하나. 하늘로 사라진 뒤 후방에서 「에어로블라스트」로 공격한다. 루기아는 포켓몬스터 소울 실버 버전에서 재등장하여 제 4세대 게임으로는 유일하게 이벤트가 없이 루기아를 포획할 수 있는 버전이다. (소울 실버에서 잡은 루기아를 포켓몬스터 하트골드/DP 디아루가/DP 펄기아/Pt 기라티나로 전송 가능, 전국도감 획득 후에는 도감에 자동 등록)

## 애니메이션에서의 루기아
《포켓몬스터》222화, 223화, 224화에서 지우 일행이 극장판과는 별개체의 루기아의 부모와 자식과 조우한다. 로켓단에 사로 잡히지만, 지우 일행의 협력에 의해 탈출하여 바다로 돌아간다.
《극장판 포켓몬스터: 모두의 이야기》에서는 메인전설의 포켓몬으로 나온다. 성화로 부른다.
《포켓몬스터 W》2화에서 나타나서 포켓몬 트레이너들과 배틀을 하고 모두 이긴다. 피카츄와도 배틀을 한다.지우와 고우를 태우고 날아간다.
《후파 광륜의 초마신》에서 아군 후파가 소환한다. 그림자 후파와 격렬히 싸우지만, 그림자 후파의 링 때문에 다시 바다 속으로 돌아갔다.

## 그 외에서의 루기아
- 극장판 《루기아의 탄생》에 등장. 게임보다도 앞서 첫 등장했다. 극장판에 등장한 루기아는 지능이 높고, 텔레파시 능력을 지니고 있다. 이 극장판에서 파이어, 썬더, 프리져와 대립하게 된다. 그렇지만 셋의 합동공격을 맞고 바다로 가라앉았다.
- 만화 《포켓몬스터 스페셜》에서는 '은색 깃털'을 손에 넣기 위해서 가면의 남자가 추구하고 있던 포켓몬. 가면의 남자에게 잡혀, 세레비를 잡기 위한 GS볼의 원료로서 사용된다.
- 《포켓몬고》에서는 전설 포켓몬 프리져와 함께 레이드로 2017년 7월 후반 경 한국에 출시되었다. 레이드를 통해서 잡을 수 있는데 CP가 42000이 넘기 때문에 다른 플레이어와 협공해야 잡을 수 있었다. 또한 2021년 11월, 비주기의 포켓몬으로 그림자 루기아를 얻을 수 있었다. 또한 2022년, GO Tour:성도에서 장기리서치를 깨면 APEX 그림자 루기아를 획득할 수 있다.

## 다크루기아
다크루기아
XD001에 의해 몸과 마음이 180도 바뀐 루기아. 사악한 힘을 가지고 있어서 본래의 루기아와는 달리 재앙을 부르는 모습을 보인다. 시나리오 중에 탈환하여, 어느 조건을 채우면 본래의 모습을 되찾을 수 있다. 이 루기아는 「깃털댄스」와 테오키스의 전용기술인 「사이코부스트」를 배우고 있다.
심지어 매우 유명하여 쟈니 테스트 에피소드에 특별 출현할 정도였다. 에피소드로 설명해보자면 어떤 사악한 트레이너가 듀키와 위고 테스트를 납치했다고 한다. 그러다가 납치된 듀키와 위고 테스트를 구하기 위해 이기기 위해서 몬스터볼을 훔치려 하다가 듀키와 위고 테스트를 가둔 몬스터볼이었던 것이다. 한마디로 이들이 쟈니의 포켓몬 신세가 됐다는 것. 사악한 포켓몬 트레이너에게 패배할 위기 도중에 특별 출현한 다크루기아가 자신의 힘을 써서 도와준다.

## 같이 보기
- 포켓몬스터
- 포켓몬의 목록